# Missisquoi (district électoral du Canada-Uni)
Pour les articles homonymes, voir Missisquoi.
Circonscription électorale provinciale du Canada
Missisquoi (désigné Missisquoi-Ouest entre 1854 et 1857) est un district électoral de l'Assemblée législative de la province du Canada.

## Historique
Le district est divisé en deux en 1854 : Missisquoi-Ouest et Missisquoi-Est. La portion Ouest hérite du nom « Missisquoi », tandis que la partie Est deviendra le district de Brome.

## Liste des députés
| Années | Années      | Député                  | Affiliation    |
| ------ | ----------- | ----------------------- | -------------- |
|        | 1841 - 1844 | Robert Jones (en)       | Tory unioniste |
|        | 1844 - 1847 | James Smith             | Tory           |
|        | 1847 - 1848 | William Badgley         | Tory           |
|        | 1848 - 1851 | William Badgley         | Tory           |
|        | 1851 - 1854 | Seneca Paige            | Modéré         |
|        | 1854 - 1858 | Hannibal Hodges Whitney | Réformiste     |
|        | 1858 - 1861 | Hannibal Hodges Whitney | Conservateur   |
|        | 1861 - 1863 | James O'Halloran        | Rouge          |
|        | 1863 - 1867 | James O'Halloran        | Rouge          |